# Тер Хорст, Кор
Корнелис Теодорюс (Кор) тер Хорст (нидерл. Cornelis Theodorus "Cor" ter Horst; 9 февраля 1920, Амстердам — неизвестно), также известный как Корри тер Хорст (нидерл. Corrie ter Horst) — нидерландский футболист, игравший на позиции нападающего, выступал за амстердамские команды «Аякс» и АФК.
Младший брат футболиста и тренера Карела тер Хорста.

## Биография
Родился в феврале 1920 года в Амстердаме. Отец — Геррит Рюдолф тер Хорст, мать — Нелтье Теодора Йосина Крамер. Оба родителя были родом из Амстердама, они поженились в январе 1917 года — на момент женитьбы отец был портным. В их семье было ещё трое детей: сыновья Геррит Рюдолф и Карел, дочь Китти.

### Спортивная карьера
В сентябре 1930 года в возрасте 10 лет вступил в футбольный клуб «Аякс» в качестве кандидата. Его старший брат Геррит также был принят в клуб, а позже к команде присоединился ещё один старший брат — Карел. В сезоне 1935/36 играл за первую команду кандидатов вместе с Вимом Класеном и Питом Янсеном, а летом 1936 года был переведён в юниоры.
За основной состав «Аякса» дебютировал 13 ноября 1938 года в матче чемпионата Нидерландов против роттердамского РФК, сыграв на позиции левого полусреднего нападающего. Первый гол забил 15 января 1939 года в матче с ДФК — домашняя встреча завершилась победой его команды со счётом 4:1. Всего в дебютном сезоне принял участие в четырёх матчах чемпионата и забил один гол. В сезоне 1939/40 сыграл в одном гостевом матче чемпионата против «Стормвогелса». Кор заменил в стартовом составе Пита ван Ренена и уже на 15-й минуте забил гол из-за пределов штрафной площади, который стал победным. В том сезоне выступал также за третью команду «Аякса». За четыре сезона в первой команде сыграл 7 матчей и забил 2 гола в чемпионате.
В январе 1942 года вместе с братьями подал запрос на переход в АФК. В новой команде братья тер Хорст играли за основной состав АФК — в дебютном сезоне Кор забил 4 гола во втором классе чемпионата Нидерландов. В январе 1946 года братья подали запрос на возвращение в «Аякс», но перед началом нового сезона не покинули команду. Летом 1947 года Кор покинул клуб и на четыре года отправился в Голландскую Ост-Индию. Клубный журнал АФК сообщал, что он не завершил с футболом и играет за местную команду в Баликпапане. В сентябре 1951 года вернулся в Нидерланды и продолжил выступать за АФК, в основном играл за третий и второй состав, а в марте 1953 года окончательно покинул клуб.

### Личная жизнь
Во время Второй мировой войны выезжал на принудительные работы в Германию. Работал в Дуйсбурге в компании Fa.Franz Koch.
Женился в возрасте двадцати пяти лет — его супругой стала 21-летняя Вилли ван Кемп, уроженка Амстердама. Их брак был зарегистрирован 20 июня 1945 года в Амстердаме. С 1947 по 1951 год проживал с супругой на территории Голландской Ост-Индии. В 1951 году родился сын по имени Раймонд Джордж.
В марте 1953 года отправился в Эфиопию, в город Аддис-Абеба. Впоследствии он развёлся с супругой и женился на эфиопке, у которой была дочь по имени Воркиту. Во втором браке родилось двое сыновей — Петер и Бенджамин. В Эфиопии он прожил более 20 лет, а после начала гражданской войны  бежал с детьми в Йемен.  Его вторая супруга умерла. В Йемене он получил сертификат беженца от ООН, а затем пропуск беженца (нансеновский паспорт). В этом ему помог нидерландский консул Петер Табор. В апреле 1978 года Кору было предоставлено гражданство Нидерландов. Сыновья и падчерица также получили нидерландское гражданство. В 1983 году, на момент смерти матери, проживал в английском Норидже.